# Route nationale 521e
La route nationale 521e ou RN 521e était une route nationale française reliant Saint-Alban-de-Montbel au Pont-de-Beauvoisin.
À la suite de la réforme de 1972, elle a été déclassée en RD 921e.

## Ancien tracé
- Saint-Alban-de-Montbel
- La Bridoire
- Le Pont-de-Beauvoisin